# 2 mai 1993

## Naissances
- Owain Doull, cycliste britannique
- Georgi Tsonov, athlète bulgare
- Dolly Menga, footballeur angolais
- Carlotta Daminato, joueuse de volleyball italienne

## Décès
- André Moynet (né le 19 juillet 1921), homme politique français
- Thorkild Jacobsen (né le 7 juin 1904), historien danois
- Fitzhugh Dodson (né en 1924), psychologue américain
- Ivan Lapikov (né le 7 juillet 1922), acteur soviétique
- Eddie Hertzberger (né le 17 octobre 1904), industriel et pilote automobile néerlandais
- Karl-Friedrich Merten (né le 15 août 1905), militaire allemand
- Ranasinghe Premadasa (né le 23 juin 1924), président sri lankais

## Autres événements

### Sports
- Finale du Championnat du monde de snooker 1993
- Finale du Tournoi de tennis de Hambourg (WTA 1993)
- Finale du Tournoi de tennis de Tarente (WTA 1993)
- Finale du Tournoi de tennis d'Indonésie (WTA 1993)
- Finale du Tournoi de tennis de Munich (ATP 1993)
- Finale du Championnat du monde de hockey sur glace 1993, victoire de la Russie
- Dernière journée du Championnat de Malte de football 1992-1993
- Fin des Championnats d'Europe de judo 1993

### Autre
- Fondation du Mouvement des citoyens (France)
- Premier vol commercial pour la compagnie chinoise Hainan Airlines